# فيبوما
فيبوما أو الورم المفرز لعديدات الببتيد المعوية المنشأ الفعالة وعائياً، سرطان نادر يصيب الغدد الصماء للبنكرياس، بالتحديد خلايا دلتا Δ، التي بدورها تفرز هرمونات فيب vip (الببتيدات المعوية الفعالة وعائياً).
حوالي 4% من الحالات تكون مرتبطة بدايةً بِـMEN1.

## علم الأوبئة
سركان الفيبوما مرض نادر، يصيب النساء أكثر من الرجال، وفي 4% من الحالات يكون مرتبط بالورم الصماوي المتعدد النوع 1، 80% من الحالات يكون على شكل ورم منفرد، و52% من الحالات سرطان خبيث.

## المكان
في كثير من الحالات يتواجد المرض في البنكرياس، بالتحديد على الرأس أو في المنتصف.
واحيانًا في اماكن أخرى خارج البنكرياس، 70% من الحالات خارج البنكرياس تحدث في سن الطفولة وبالتحديد عن طريق الانقسام بالخلايا العصبية الجذعيه لكن هذه الحالات نادره الحدوث بالمقارنة مع تواجدها بالبنكرياس.

## الأعراض والعلامات
1. [3] ارتفاع السكر بالدم
2. حماض
3. كثرت افرازات المرارة
4. نقص الحامضيه في المعدة
5. نقص بوتاسيوم
6. الدم، غثيان
7. قيء
8. آلام في البطن
9. ضعف في العضلات
10. تشنجات

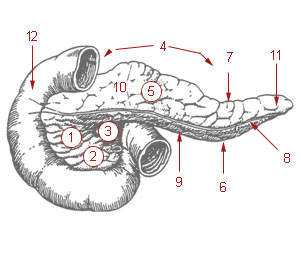
البنكرياس: 1. رأس البنكرياس. 4. جسم البنكرياس. 11. ذيل البنكرياس

11. إسهال (يتواجد في أغلب الأورام المعوية).

## التشخيص

### التشخيص المخبري
- فحص نسبه انزيمات الفيب في الدم قبل الطعام.
- فحص تسبه حامضيه المعده.
- فحص نسبه السكر في الدم.

### التشخيص بالمعدات
- تصوير مقطعي محوسب
- رنين مغناطيسي نووي،
- تصوير بالموجات الصوتيه.

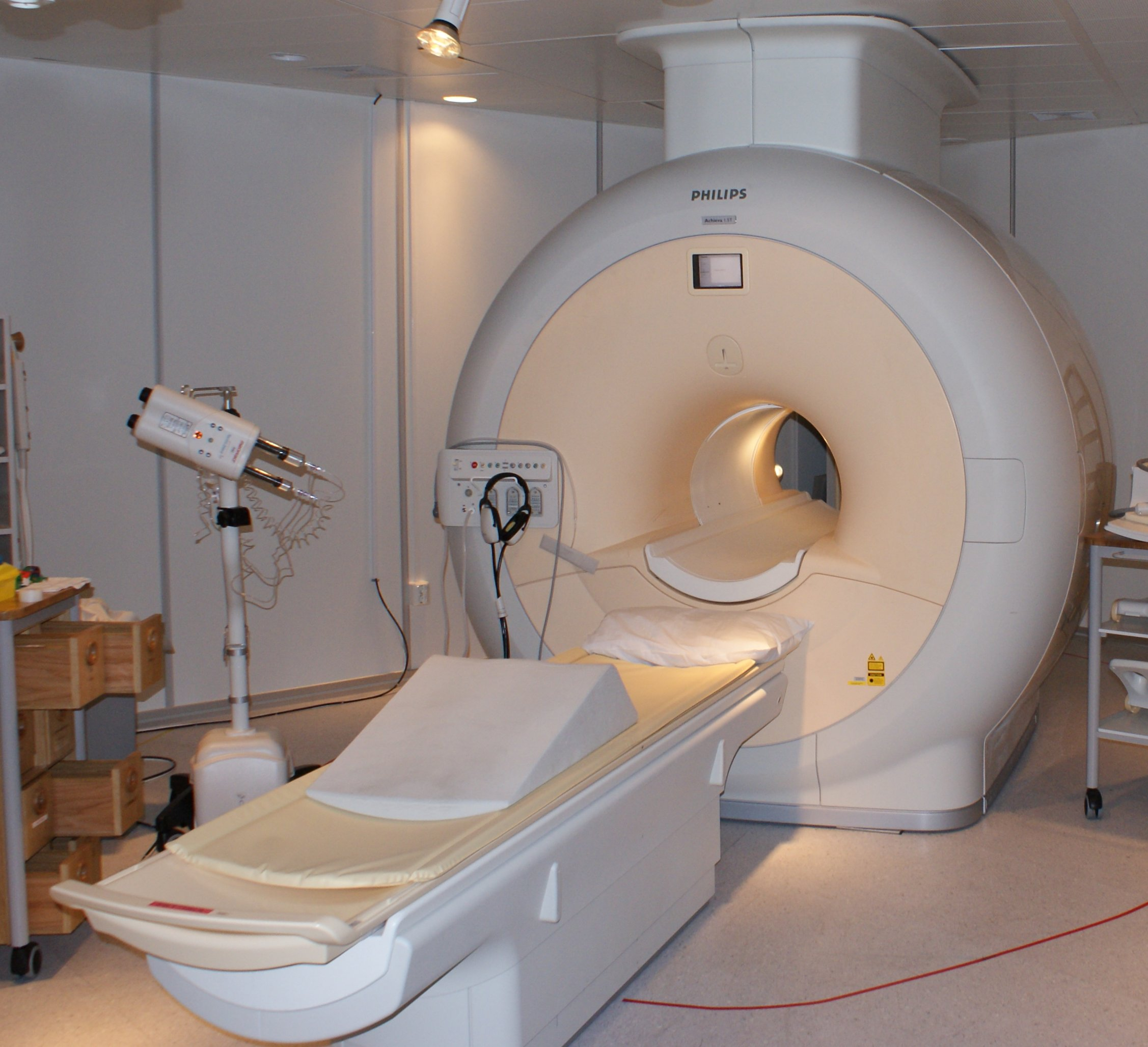
رنين مغناطيسي نووي
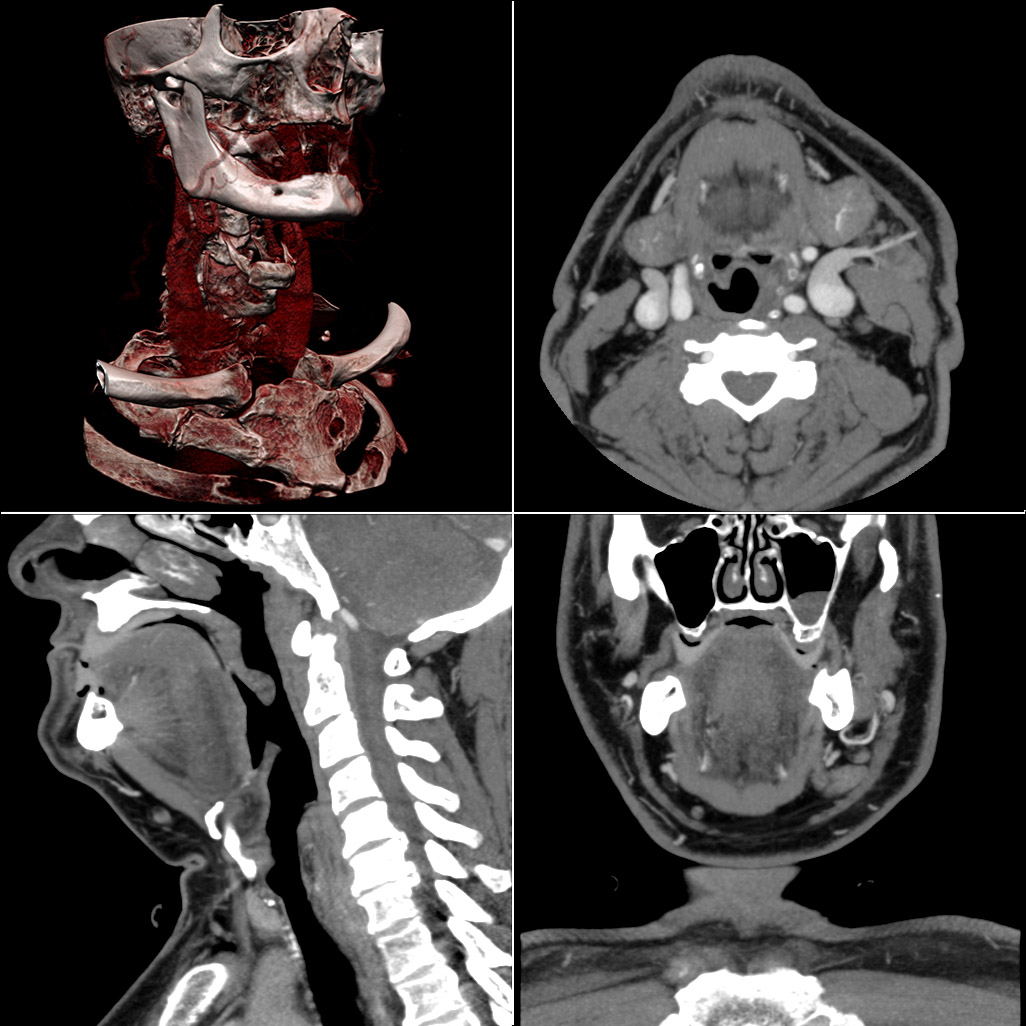
تصوير مقطعي محوسب
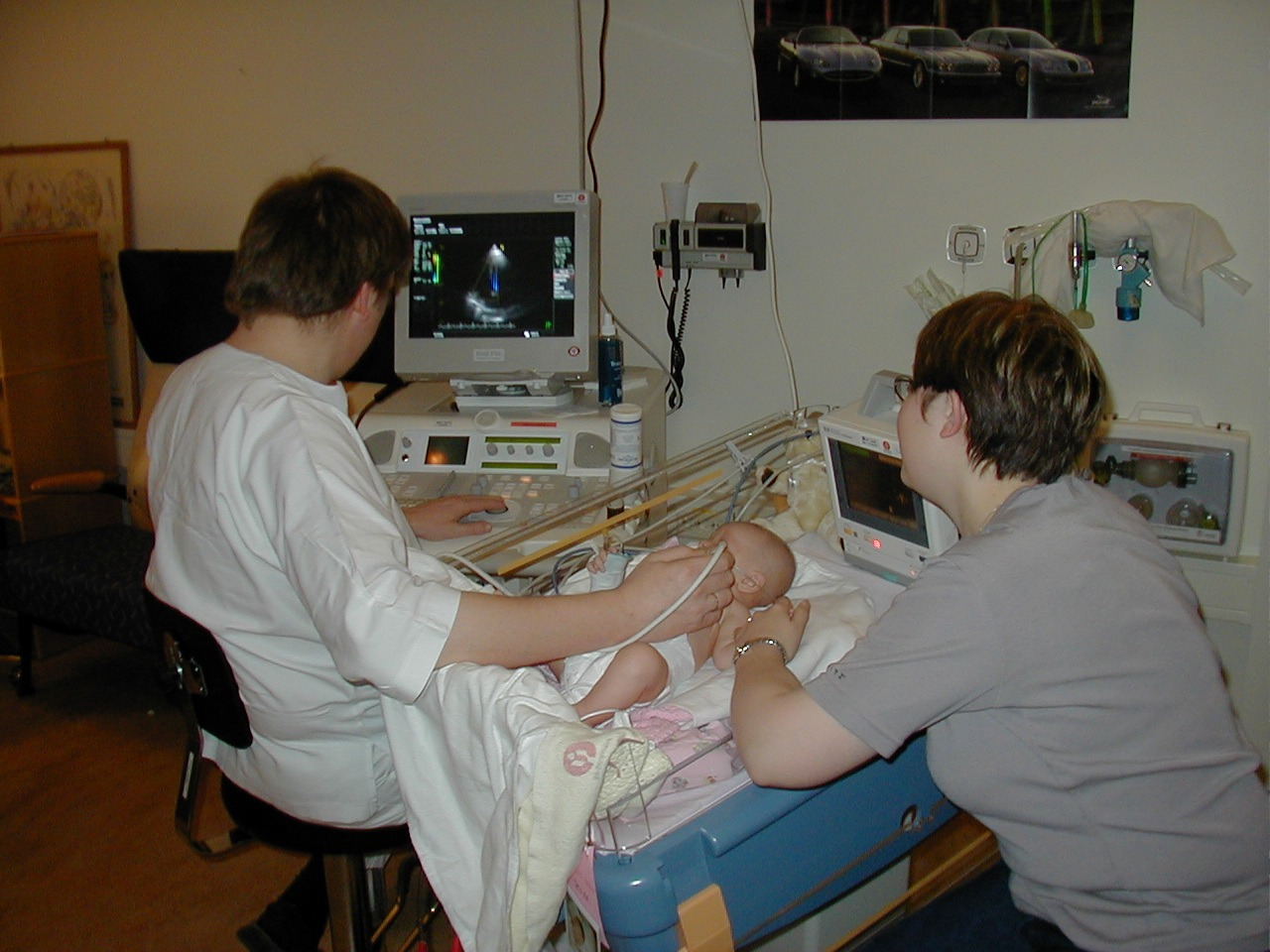
الأشعة الصوتية

## العلاج

### علاج عن طريق الجراحة
- علاج عن طريق الاشعه يستخدم في الشفاء أو كعلاج مسكن للامراض.
- عمليه جراحيه واستئصال أكبر كميه ممكنه من الورم.

### علاج بالادويه
- ستربتوزوتوسين: تستخدم لعلاج أنواع معينه للسرطانات.
- فلورويوراسيل يستخدم في علاج السرطان ضمن العلاج الكيميائي.